# اريك تراوري
اريك تراوري (بالفرنسية: Eric Traoré)‏ (5 يونيو 1984 بداكار في السنغال - ) هو لاعب كرة قدم سنغالي في مركز الهجوم. لعب مع النادي القنيطري ونادي جان دارك ونادي دياراف.

## وصلات خارجية
- اريك تراوري على موقع قاعدة بيانات كرة القدم.إي يو (الإنجليزية)